# Nacaduba dexamene
Nacaduba dexamene är en fjärilsart som beskrevs av De Nicéville 1887. Nacaduba dexamene ingår i släktet Nacaduba och familjen juvelvingar. Inga underarter finns listade i Catalogue of Life.